# Gull-Kalletjärnen
Gull-Kalletjärnen är en sjö i Norsjö kommun i Västerbotten och ingår i Skellefteälvens huvudavrinningsområde.